# Jurinella gertschi
Jurinella gertschi är en tvåvingeart som beskrevs av Charles Howard Curran 1947. Jurinella gertschi ingår i släktet Jurinella och familjen parasitflugor.
Artens utbredningsområde är Panama. Inga underarter finns listade i Catalogue of Life.